# Rafał Molski

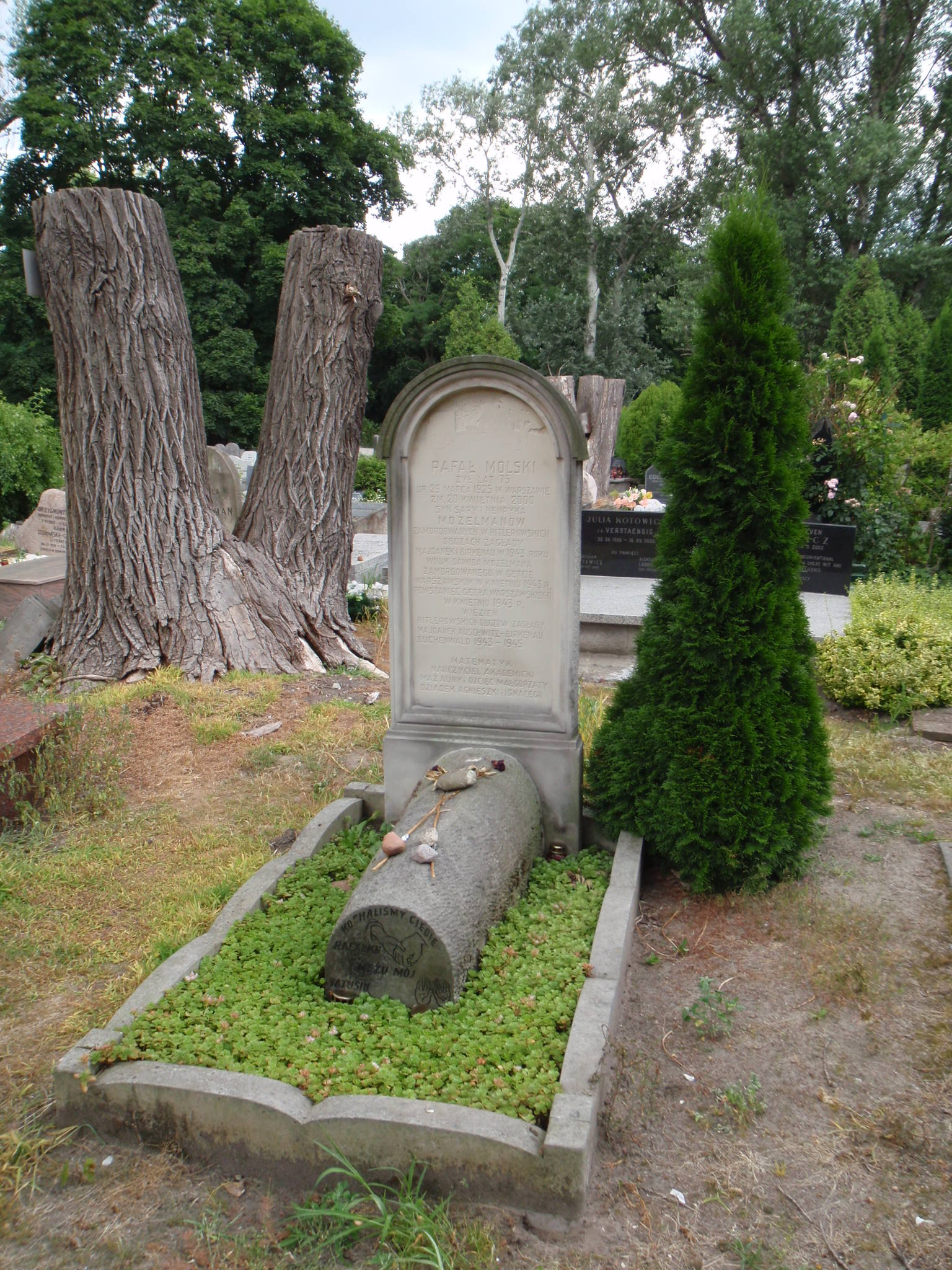
Grób Rafała Molskiego na cmentarzu żydowskim w Warszawie

Rafał Molski, pierwotnie Rafał Mozelman (ur. 29 marca 1925 w Warszawie, zm. 20 kwietnia 2000 tamże) – polski matematyk i filozof matematyki żydowskiego pochodzenia, uczestnik powstania w getcie warszawskim. 

## Życiorys
Urodził się 29 marca 1925 w Warszawie, rodzinie Henryka, lekarza dentysty, i Salomei (Sary) Mozelmanów, którzy zostali zamordowani w 1943 w hitlerowskich obozach zagłady Majdanek i Auschwitz-Birkenau.
Podczas okupacji niemieckiej mieszkał w Warszawie, zajmował się pracą dorywczą, sprzedawał drewno, prowadził rykszę itp. Chodził na tajne komplety ze swoimi przedwojennymi nauczycielami, zdał maturę. Od 1941 chodził na tajne kursy chemiczno-fizyczne i wykłady matematyczne. W 1942 został zatrudniony w sklepie obuwniczym Schultza. Na przełomie 1942/43 nawiązał kontakt z Gwardią Ludową, miał ps. Rysiek. W styczniu 1943 uciekł z transportu do obozów w Trawnikach i Poniatowej. W czasie powstania w getcie został ranny w rękę. 10 maja 1943 razem z rodzicami trafił na Majdanek, w lipcu został wywieziony do Auschwitz-Birkenau, gdzie przebywał pod nazwiskiem Mozelczak. W październiku 1943 przeniesiony do obozu Buchenwald, wyzwolony w 1945.
Po wojnie był wieloletnim pracownikiem naukowym Instytutu Matematycznego Polskiej Akademii Nauk. W latach 1989–1999, wspólnie ze Stanisławem Krajewskim, prowadził w Instytucie, Seminarium z Filozofii i Historii Matematyki. Specjalizował się w topologii i filozofii matematyki. Promotorem jego pracy doktorskiej był Karol Borsuk.
19 stycznia 1955 został odznaczony Medalem 10-lecia Polski Ludowej.
Był mężem Aliny z Osiadaczów, ojcem Małgorzaty.
Zmarł w Warszawie, pochowany na cmentarzu żydowskim przy ulicy Okopowej (sektor 2a-14-22).

## Publikacje
- 2003: Rozmyślania o filozofii matematyki. Pięć esejów[6]

Przetłumaczył:
- 1969: Rozmaitości różniczkowalne Louisa Auslandera
- 1961: Grupy topologiczne Lva Semenoviča Pontrâgina
- 1952: Dziwy w atmosferze E. M. Šifriny